# Janner Rallye

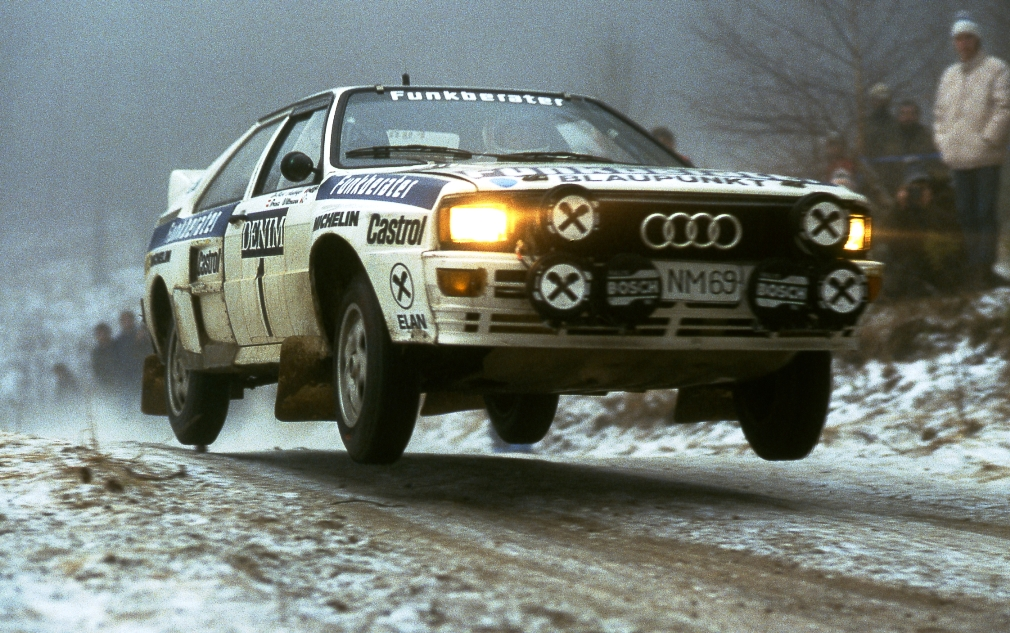
Franz Wittmann, Sr. no evento de 1984

O Jänner Rallye, também conhecido como Internationale Jänner Rallye, é um evento internacional de rali com sede em Freistadt, no norte da Áustria . O evento é a prova de abertura do Campeonato Europeu de Rali, do Campeonato Austríaco de Rali e do Campeonato Checo de Rali . Traduzido do alemão o nome significa Rali de Janeiro. A posição do calendário no meio do inverno significa que o rali é frequentemente coberto de neve e a superfície é uma mistura de gelo e asfalto.

## História
Realizado pela primeira vez em 1969 como Casino Rallye, rapidamente se tornou uma característica do campeonato austríaco e logo se juntou ao campeonato europeu, embora apenas na categoria de coeficiente mais baixo. Achim Warmbold tornou-se o primeiro vencedor múltiplo do evento em 1973, mas Franz Wittmann Sr. passou a dominar o rali. Ele venceu o rali nove vezes num período de dez anos, de 1975 a 1984, incluindo seis vitórias consecutivas com a Audi no início da era 4x4.
O rali terminou em 1986 por causa de preocupações ambientais. O rali retornou em 2000 e em 2003 Wittman venceu o rali pela décima vez. Nos últimos tempos, as honras foram divididas entre pilotos austríacos e checos, refletindo o status de campeonato nacional duplo que o rali adquiriu. Raimund Baumschlager, Václav Pech Jr. e Jan Kopecký conquistaram vitórias múltiplas.
Em 2012, o rali voltou a integrar o Campeonato Europeu depois de ter sido abandonado com o fim do sistema de coeficientes em 2004. O rali substituiu o Rali ELPA na Grécia, que havia sido cancelado em 2011.
Em 2016, o rali não ocorreu porque o Rallye Club Mühlviertel (responsável pela organização do rali) estava lutando contra a falta de candidatos para assumir o conselho de administração.  O rali foi retomado em 2018 como uma etapa do Campeonato Austríaco de Rali .

## Lista de vencedores
Fonte em parte de: 
| Ano         | Vencedor             | Carro                        |
| ----------- | -------------------- | ---------------------------- |
| 1969        | Heinz Weiner         | Citroën DS 19                |
| 1970        | Helmut Bein          | BMW 2002                     |
| 1971        | Rudolf Müller        | BMW 2002                     |
| 1972        | Achim Warmbold       | Opel Ascona                  |
| 1973        | Achim Warmbold       | Volkswagen 1302S             |
| 1974        | não realizado        | não realizado                |
| 1975        | Franz Wittmann, Sr.  | BMW 2002                     |
| 1976        | Franz Wittmann, Sr.  | Opel Kadett C                |
| 1977        | Franz Wittmann, Sr.  | Opel Kadett C                |
| 1978        | Beppo Sulc           | Volkswagen 1302S             |
| 1979        | Franz Wittmann, Sr.  | Porsche Carrera              |
| 1980        | Franz Wittmann, Sr.  | Audi 80 GTE                  |
| 1981        | Franz Wittmann, Sr.  | Audi Quattro                 |
| 1982        | Franz Wittmann, Sr.  | Audi Quattro                 |
| 1983        | Franz Wittmann, Sr.  | Audi Quattro A1              |
| 1984        | Franz Wittmann, Sr.  | Audi Quattro A2              |
| 1985        | Wilfried Wiedner     | Audi Quattro A2              |
| 1986        | Georg Fischer        | Audi 80 Quattro              |
| 1987 - 1999 | não realizado        | não realizado                |
| 2000        | Felix Pailer         | Lancia Delta Integrale 16V   |
| 2001        | Herwig Hüfinger      | Mazda 323 4WD                |
| 2002        | Hermann Gassner      | Mitsubishi Carisma GT Evo VI |
| 2003        | Franz Wittmann, Sr.  | Toyota Corolla WRC           |
| 2004        | Raimund Baumschlager | Mitsubishi Carisma GT Evo V  |
| 2005        | Václav Pech, Jr.     | Ford Focus RS WRC            |
| 2006        | Raimund Baumschlager | Mitsubishi Lancer Evo VIII   |
| 2007        | Václav Pech, Jr.     | Mitsubishi Lancer Evo IX     |
| 2008        | Václav Pech, Jr.     | Mitsubishi Lancer Evo IX     |
| 2009        | Raimund Baumschlager | Mitsubishi Lancer Evo IX     |
| 2010        | não realizado        | não realizado                |
| 2011        | Beppo Harrach        | Mitsubishi Lancer Evo IX     |
| 2012        | Jan Kopecký          | Škoda Fabia S2000            |
| 2013        | Jan Kopecký          | Škoda Fabia S2000            |
| 2014        | Robert Kubica        | Ford Fiesta RRC              |
| 2015        | Kajetan Kajetanowicz | Ford Fiesta R5               |
| 2016- 2017  | não realizado        | não realizado                |
| 2018        | Johannes Keferböck   | Ford Fiesta R5               |
| 2019        | Julian Wagner        | Škoda Fabia R5               |
| 2020        | Hermann Neubauer     | Ford Fiesta R5               |
| 2021- 2022  | não realizado        | não realizado                |
| 2023        | Adrien Fourmaux      | Ford Fiesta Rally2           |
| 2024        | Michael Lengauer     | Škoda Fabia Rally2 Evo       |
| 2025        | Michael Lengauer     | Škoda Fabia RS Rally2        |